# Новий Двур (Семполенський повіт)
Новий Двур (пол. Nowy Dwór) — село в Польщі, у гміні Венцборк Семполенського повіту Куявсько-Поморського воєводства.
Населення — 271 особа (2011).
У 1975-1998 роках село належало до Бидгощського воєводства.

## Демографія
Демографічна структура станом на 31 березня 2011 року:
|          | Загалом | Допрацездатний вік | Працездатний вік | Постпрацездатний вік |
| -------- | ------- | ------------------ | ---------------- | -------------------- |
| Чоловіки | 137     | 36                 | 92               | 9                    |
| Жінки    | 134     | 28                 | 80               | 26                   |
| Разом    | 271     | 64                 | 172              | 35                   |